# 아빠라 부르는 연인
"아빠라 부르는 연인"는 1972년 공개된 대한민국의 영화이다.

## 배역
- 문희
- 신영균
- 김경수
- 한미자
- 윤소라
- 허장강
- 박암
- 김신재
- 허정애
- 전영신
- 김정훈
- 권오상
- 박일